# Non all'amore né alla notte
Non all'amore né alla notte (The Absolutist) è un romanzo di John Boyne edito nel 2011 da Rizzoli editore.

## Trama
Il romanzo è ambientato principalmente durante la Grande Guerra e racconta la storia di un giovane militare, Tristan Sadler, che finita la guerra decide di recarsi per un giorno a Norwich per incontrare la sorella di un suo amico di trincea, Will Bancroft.
Nel corso della storia durante l'incontro con la ragazza Tristan rivivrà i momenti centrali della sua esperienza militare, dell'arruolamento ad Aldershot, dell'incontro con Will e a tratti si farà cenno ad una grave colpa che Tristan ha nei confronti suoi e della sorella. Tramite vari flashback si racconta che il rapporto tra i due soldati si intensifica subito e presto scoppia un sentimento da parte di Tristan che si paleserà soltanto la sera della fine dell'addestramento militare, alla vigilia della partenza per il fronte francese, quando Will e Tristan si baciano e hanno un rapporto. Mentre Tristan sembra sicuro dei suoi sentimenti, Will accenna ad un distacco e una riluttanza che il giovane non comprende subito. Dopo varie vicissitudini belliche che vedono affievolire il gruppo di venti uomini partiti da Aldershot, Will e Tristan si incontrano una sera in un momento di solitudine e avviene, ancora una volta, per iniziativa di Will, un rapporto fra i due. La guerra incalza e i militari riescono a conquistare una trincea tedesca e mentre tutti gli altri uomini si avviano ad altre missioni, il sergente Clayton, che ha seguito i ragazzi fin dal loro arruolamento, ordina a Will, Tristan e altri due soldati (Milton e Attling) di fare guardia. In quell'occasione Will scova un giovane tedesco inerme che viene brutalmente ucciso da Milton solo per essere un nemico benché indifeso. Questo episodio e la precedente uccisione di un altro soldato, Wolf, accusato di essere un obiettore di coscienza, farà sì che inizi una crisi morale di Will che, in seguito alla supplica fatta a Tristan di testimoniare sulla faccenda ma da questi rifiutata, lo porta a rinunciare alla guerra e diventare un assolutista. Per questo viene di lì a poco condannato all'esecuzione pubblica per codardia. La sera prima dell'uccisione, i due si ritrovano nella stessa cella a causa di una lite scoppiata fra Tristan e un nuovo soldato giunto da poco sul fronte. I due ragazzi si confrontano e mentre Tristan cerca di far ravvedere l'amico, questi cita i loro rapporti come puro sfogo e lo accusa implicitamente di amarlo di un amore perverso ma senza che lui possa ricambiare. Tristan offeso e arrabbiato per il rifiuto, in mancanza di un sesto uomo per l'esecuzione, decide di impugnare il fucile e giustiziare l'amico che viene freddato mentre resta sorpreso di vedere Tristan fra i suoi uccisori.
Raccontata l'intera vicenda alla sorella nel corso del loro lungo incontro, Tristan riparte per casa. Il romanzo si conclude anni dopo, quando il soldato ormai anziano e sopravvissuto alla guerra riceve un premio e si reca a Londra. Dopo la cerimonia prima di recarsi alla stanza dell'hotel ritrova la sorella di Will che lo attende in un bar e parla con lei un'ultima volta della vicenda, scambiandosi notizie sulle loro vite dopo l'incontro a Norwick. L'uomo chiude il romanzo considerando quest'episodio conclusivo della sua storia, impugna una pistola e si suicida definendosi “il più grande di tutti i cagasotto”.